# Alaranea merina
Alaranea merina är en spindelart som beskrevs av Griswold 1997. Alaranea merina ingår i släktet Alaranea och familjen Cyatholipidae.
Artens utbredningsområde är Madagaskar. Inga underarter finns listade i Catalogue of Life.